# L'Ordine Nuovo (revista)
Nota: Este artigo é sobre a revista. Se procura o movimento político, consulte Ordine Nuovo (movimento).
L'Ordine Nuovo foi um periódico semanal italiano, fundado em 1°. de maio de 1919, por Antonio Gramsci (1891-1937) e mais alguns jovens intelectuais socialistas de Turim, como Palmiro Togliatti (amigo de Gramsci desde a universidade), Angelo Tasca e Umberto Terracini (dirigentes da Federazione Giovanile Socialista).